# Auterrive
Auterrive település Franciaországban, Pyrénées-Atlantiques megyében. Lakosainak száma 143 fő (2022. január 1.). Auterrive Carresse-Cassaber, Castagnède, Escos, Labastide-Villefranche és Saint-Dos községekkel határos.

## Népesség
A település népességének változása:
| Lakosok száma | 124  | 127  | 130  | 130  | 135  | 140  | 141  | 142  | 143  |
|               | 2013 | 2015 | 2016 | 2017 | 2018 | 2019 | 2020 | 2021 | 2022 |